# Kalendarium Braciejowic
Braciejowice – wieś 5,5 km na NE od Solca nad Wisłą, na prawym brzegu Wisły; ok. 64 km na NE od klasztoru świętokrzyskiego.
W roku 1351 wieś w ziemi sandomierskiej, następnie w 1442 w powiecie lubelskim, kolejno w roku 1510 w powiecie radomskim, 1787 w powiecie lubelskim (Spis II 158), 1827 w powiecie kazimierskim.
Według Długosza w latach 1470–1480 parafia Solec (Jan Długosz L.B. II 573) następnie w 1787 parafia Piotrawin (Spis II 158).
Nazwy lokalne wsi w dokumentach źródłowych: 1270, 1286 „Braceouici”, 1351 „Braczeyouicze”, 1374 „Braczeuicze”, 1427, 1450 „Braczeouicze”, 1428 „Braczeiowicze”, 1442 „Bracieiowice”, 1470–80 „Braczeowicze”, „Braczeyovicze”, „Braczeyowice”, 1510 „Braczieiovice”, 1512 „Braczyeyovicze”, 1517 „ Braczÿeÿovÿcze”, 1519 „Braczieioviensi”, 1529 „Braczyeyowicze”, 1537 „Braczieÿuicze”, 1569 „Braczieijowÿczie”, 1569 „Braczieiowicze”,

1650–52 „Bracieiowice”, „Braczeiowicze”, ale pisano w „Braciejowicach”, a o mieszkańcach „Bracieiowianie”,

1787 „Braciejowice”, 1827 „Bracieiówice”

## Topografia, opis granic i położenie

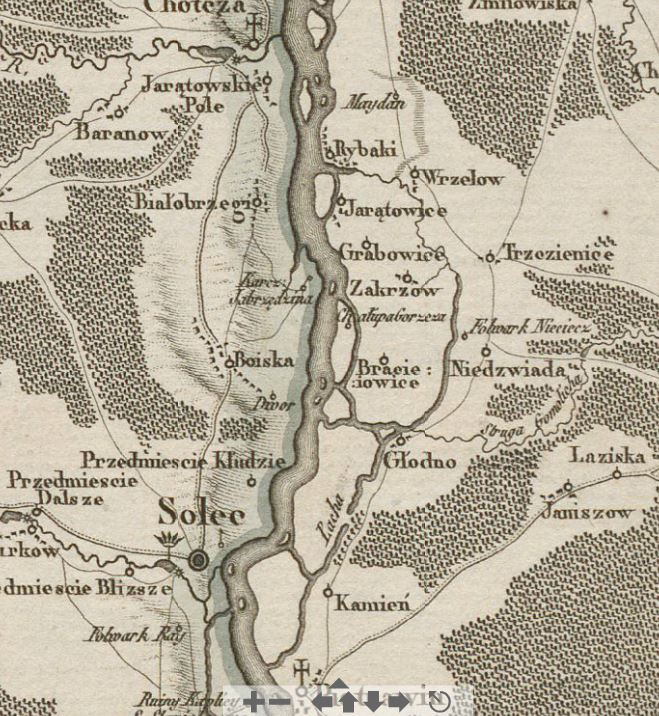
Otoczenie Goszczy i Braciejowic na mapie Perthées’a

W roku 1427 rozgraniczenie Braciejowic od Goszczy,
- 1470–80 graniczy z Goszczą, Jarnołtowicami, Zakrzowem. Wieś znajduje się wówczas na kępie wiślanej (Jan Długosz L.B. III 241);
- 1512, 1517, 1519 – podobnie jak Goszcza,
- 1537 – graniczy z Niedźwiadą obecnie Niedźwiada Duża i Niedźwiada Mała,
- 1592 – opis granic jak w Boiskach,
- 1786 – według map leży jeszcze na kępie wiślanej (mapa Perthées),
- 1789 – graniczy z Jarętowicami[11],
- 1801–04 – według map wieś leży już na stałym lądzie, na prawym brzegu Wisły (mapa Haldesfeld). Jest to skutek przesunięcia się koryta Wisły

Wieś położona w Małopolskim Przełomie Wisły, główny nurt rzeki przebiega wzdłuż zachodniej granicy, na południowym zachodzie granicą jest odnoga Wisły zwana Wisełką. Od wschodu przebiega starorzecze zwane Martwica.

## Kalendarium własności, powinności i obciążenia ekonomiczne
- 1270 – Bolesław Wstydliwy potwierdza opactwu świętokrzyskiemu posiadanie między innymi Braciejowic i Głodna. Uwalnia mieszkańców od podejmowania piekarzy i piwowarów, od pogoni, wypraw z wyjątkiem przeciw poganom, budowy grodów z wyjątkiem Sandomierza, ceł, jurysdykcji kasztelańskiej i ich sędziów[12].
- 1286 – Leszek Czarny potwierdza z pewnymi zmianami wyżej wymienione przywileje, między innymi zwalniając mieszkańców Braciejowic, Głodna i Ciepłej od wyżej wymienione powinności[13].
- 1351 – Kazimierz Wielki przenosi na prawo średzkie imiennie wymienione posiadłości klasztoru świętokrzyskiego, w tym Braciejowice, Głodno i Zakrzów[1].
- 1374 sąd ziemi sandomierskiej uznaje prawa klasztoru świętokrzyskiego do wsi Braciejowice przeciw opartym na sfałszowanym dokumencie roszczeniom kanonika Mikołaja syn „Hebostasii”[14].
- 1427 – opat świętokrzyski Mikołaj przeznacza na utrzymanie konwentu między innymi wsie Braciejowice, Głodno i Zakrzów oraz jaz[15]. W roku 1428 powstaje dwór opacki w Braciejowicach[16].
- 1442 – Władysław Warneńczyk przenosi na prawo średzkie imiennie wyliczone posiadłości opactwa świętokrzyskiego, w tym Braciejowice, Głodno i Zakrzów[17][18].
- W roku 1447 – na mocy ordynacji biskupa krakowskiego opat nie może domagać się od konwentu ryb z jazu powstałego na terenach należących do stołu mniszego od 1427 r.[19]
- W roku 1450 – znany jest Piotr OSB, prokurator z Braciejowic[20].
- 1470–80 – własność klasztoru świętokrzyskiego, wieś leży na kępie wiślanej. Folwark klasztorny posiadał 9 łanów kmiecych, była też karczma z rolą i łąką. Jezioro zasilane przez Wisłę corocznie wydzierżawiano, były stada koni, bydła i świń hodowane ze względu na wspaniałe pastwiska. Kmiecie płacą po 8 groszy czynszu, dają po 15 jaj, 1 kogucie, pracują pieszo po 1 dniu tygodniowo oraz 15 dni rocznie wozem lub pługiem, nie odrabiają powaby. Karczma płaci 0,5 grz. czynszu (Jan Długosz L.B. III 240-1; II 573);
- Braciejowice stają się wsią kluczową w dobrach klasztoru świętokrzyskiego.
- 1517, 1519 – jest ośrodkiem klucza dóbr konwentu[21].
- 1519 opisany jest folwark klasztorny[22].
- 1529 – należy do stołu konwentu, czynsz ze wsi wynosi 40 gr, z karczmy 1 grzywna 12 groszy[23],
- 1553 – Zygmunt August przenosi na prawo niemieckie wyliczone posiadłości klasztoru świętokrzyskiego, w tym Braciejowice, Głodno i Zakrzów[24].
- 1569 pobór od dzierżawcy szlachcica Piotra Kowalskiego, od 7 osadników na rolach, 2 zagrodników na rolach, z karczmy i młyna o 1 kole[25],
- 1569 – pobór od kmiecia Andrzeja Klonowskiego z 1 łana z dziesięciną, od 2 zagrodników z ogrodem, 2 komorników, z karczmy i młyna o 1 kole[26][27].
- 1570 – własność opata świętokrzyskiego, pobór z 1 łana, od 2 zagrodników z ogrodem, 2 komorników i z młyna o 1 kole[28].
- 1576 – pobór z łanu Klonowskiego, od 2 zagrodników bez roli, 2 komorników i z karczmy, nie daje młyn o 1 kole zniszczony przez powódź, czopowe wykupił Mateusz Gibała[29].
- 1577 – pobór od starosty soleckiego z 1 łana oraz od 2 zagrodników z ogrodem i z karczmy dziedzicznej[30].
- 1650 – należy do stołu konwentu[31].
- 1650 – konwent świętokrzyskiego daje pobór z 43 domów, 1 łana, od 2 zagrodników z ogrodem i z roli karczmy[32].
- 1651 – należy do stołu konwentu, 1 kmieć, 18 półrolnych, 11 zagrodników, 15 chałupników, 12 komorników, karczma. Wszyscy płacą czynsz na ś. Marcina [11 XI], kmiecie po 8 gr, półrolni i zagrodnicy po 4 gr, chałupnicy po 1 gr. Kmiecie dają po 30 jaj, 3 kapłony, 6 mat, 3 łokcie przędzy konopnej i 2 łokcie zgrzebnej, 1 korzec chmielu, 2 korce żołędzi, półrolni po 1 kapłonie, 3 maty, 0,5 korca chmielu i korzec żołędzi, zagrodnicy po 10 jaj i 1 korzec żołędzi, chałupnicy po 2 korce, a komornicy po 0,5 korca żołędzi. Pańszczyzna i pomocne jak w Boiskach (ib. 10-10v, 17-7v);
- 1662 – pogłówne od 218 czeladzi folwarcznej, mieszkańców wsi i młyna[33].
- 1673 – pogłówne od 205 mieszkańców wsi (ib. 270v),
- W latach 1754–1755, a następnie w 1789 gromada z Jarnołtowic (wieś królewska) skarży Benedyktynów świętokrzyskich o włączenie do folwarku w Braciejewicach kawałka należącego do niej pastwiska[11],
- 1787 – liczy 401 mieszkańców (Spis Inwentarza klucza Braciejowickiego I 453; II 158),
- 1789 – własność klasztoru świętokrzyskiego, przynosi 1196,19 zł dochodu[34],
- 1819 – wieś Braciejowice z folwarkiem należy do stołu konwentu, liczy 35 domów i jest największą wsią opactwa, we własnej administracji mnichów[35].
- 1827 – wieś posiadała 54 domy i 379 mieszkańców[36].

## Powinności dziesięcinne
Dziesięcina należy do klasztoru świętokrzyskiego, od 1777 r. (część czy całość nie wiadomo) do plebana Solca.
- 1427 – opat Mikołaj przeznacza na utrzymanie konwentu między innymi dziesięciny z osad położonych z prawej strony Wisły i w powiecie radomskim[37].
- 1470–80 z 9 łanów kmiecych dziesięcina snopowa wartości do 3 grzywien dowożona jest klasztorowi, z folwarku dziesięcinę przeznacza się na własne potrzeby (Jan Długosz L.B. III 240-1, 243).
- 1529 – dziesięcina snopowa wartości 4 grzywien należy do stołu konwentu[38].
- 1652 – dziesięcina snopowa należy do stołu konwentu[39].
- 1776-7 wyrokiem nuncjatury i Sądu Administracyjnego dziesięcina ze wsi Braciejowice i Goszcza przyznane zostały plebanowi Solca[40].
- 1819 – dziesięcina snopowa z pól gromady Braciejowice wartości do 180 zł należy do stołu konwentu świętokrzyskiego[41].